# Pulicaria cylindrica
Pulicaria cylindrica là một loài thực vật có hoa trong họ Cúc. Loài này được (Baker) Schwartz miêu tả khoa học đầu tiên năm 1939.